# HNLMS O 24
Le HNLMS O 24 ou Hr.Ms. O 24 (Pennant number:P24) est un sous-marin de la classe O 21 de la Koninklijke Marine qui a servi pendant la Seconde Guerre mondiale.

## Histoire

### Construction et mise en service
La pose de la quille du bateau a eu lieu le 12 octobre 1937 au chantier naval Rotterdamsche Droogdok Maatschappij à Rotterdam. À l'origine, le numéro du bateau était K XXIV, mais il a été changé en O 24 avant le lancement. En tant que sous-marin de série O, il était destiné à être utilisé dans les eaux européennes, alors que la série K étaient utilisés en Inde néerlandaise.
Il s'agissait du type de navire de la classe O 21 conçu pour sept bateaux, dont quatre furent plus tard utilisés par les Alliés et les trois autres comme sous-marins proies allemands. La construction hollandaise était moderne, entre autres choses, elle disposait déjà d'un Schnorchel et d'un canon de 40 mm qui pouvait être descendu dans un compartiment étanche - des détails que les Allemands ont copiés pour leurs sous-marins électriques des classes XXI et XXIII.

### Seconde Guerre mondiale
Les O 24 et O 23 ont été immédiatement emmenés au Lekhaven après l'invasion allemande du 10 mai 1940 et remis à la Marine royale néerlandaise. Les deux sous-marins n'étaient pas encore terminés, ils avaient fait quelques essais, mais n'avaient jamais été sous l'eau. À La Haye, ils savaient que le Nieuwe Waterweg était déjà jonché de mines, il semblait donc impossible de s'enfuir.
Comme le O 24 avait déjà fait quelques essais, il fut décidé de passer au Royaume-Uni le 13 mai 1940 - l'Allemagne avait envahi les Pays-Bas le 10 mai. Avant son départ, des poids en cuivre ont été apportés à bord, car il était trop léger pour plonger en raison du manque d'équipement. Lorsque le O 24 a dû plonger près de l'île de Goeree-Overflakkee parce qu'il a été repéré par un avion allemand, il semblait que le sous-marin était équilibré avec le poids du cuivre, le O 24 a coulé comme une brique et a atterri d'un coup sur le fond. Le commandant a décidé que c'était un bel endroit et que l'équipage pourrait dormir un peu. Pendant la plongée, le O 24 a montré quelques fuites, mais celles-ci n'étaient pas graves.
Après cette pause, le O 24 a pu effectuer la traversée vers Portsmouth sans trop de problèmes. Une fois au Royaume-Uni, il a été terminé par le chantier naval britannique Thornycroft de Southampton. De la mi-juillet à la mi-septembre 1940, des tests et des exercices ont été effectués sur le O 24.
À partir de septembre 1940, il est rattaché à la 9e flottille de sous-marins à Dundee pour des patrouilles en mer du Nord et au large des côtes norvégiennes. En mars 1941, il rejoint la 8e flottille de sous-marins à Gibraltar pour des opérations dans le golfe de Gascogne et l'océan Atlantique, et des patrouilles de convoi. Il a également opéré au large de la côte Est de l'Italie, coulant plusieurs navires.
En juillet 1942, O 24 a été transféré à la Eastern Fleet (flotte britannique de l'Est) basée à Colombo, au Ceylan, pour des opérations dans l'océan Indien. Ses patrouilles l'emmènent dans le détroit de Malacca, au large de Sumatra, et autour des îles Andaman, attaquant les navires japonais et débarquant également de petits groupes de forces spéciales britanniques sur diverses îles. Au milieu de l'année 1944, le navire a été remis en état au chantier naval de Philadelphie, puis a navigué jusqu'à Fremantle, en Australie, pour d'autres opérations dans les Indes orientales. Après la reddition des Japonais, il fut basé à Batavia, avant de retourner finalement aux Pays-Bas en avril 1946.
Le O 24 a été réduit au statut de navire-école en 1947, et a été mis hors service en juin 1955 pour servir de batterie flottante jusqu'en 1958, puis de navire-école jusqu'en 1962, date à laquelle il a été désarmé , et vendu à la casse l'année suivante en juin ou septembre 1965.
Le marin le plus célèbre du O 24 était Piet de Jong, qui deviendra plus tard ministre de la Défense et Premier ministre. Il était l'officier le plus âgé et donc le commandant adjoint.

## Commandants
| Du         | au         | Commandant                                        | Récompenses                       |
| ---------- | ---------- | ------------------------------------------------- | --------------------------------- |
| 12.05.1940 | 01.06.1940 | Luitenant ter zee der 1e klasse G.B.M. van Erkel  | notamment: BL2, DSC, ON           |
| 14.07.1940 | 03.03.1942 | Luitenant ter zee der 1e klasse O. de Booy        | notamment: BL, DSO, OBE           |
| 03.03.1942 | 25.10.1944 | Luitenant ter zee der 1e klasse W.J. de Vries     | notamment: BL2, BK, DSO, DSC, MID |
| 25.10.1944 | 08.04.1946 | Luitenant ter zee der 1e klasse P.J.S. de Jong    | notamment: BK, DSC, MID, ON       |
| 30.11.1947 | 16.08.1948 | Luitenant ter zee der 1e klasse J C K Leeksma     | notamment: BK (1947)              |
| 16.08.1948 | 30.04.1949 | Luitenant ter zee der 2e klasse R van Wely        |                                   |
| 30.04.1949 | 23.06.1950 | Luitenant ter zee der 2e klasse C E Wolderling    | notamment: BK3 (1944, 1944, 1946) |
| 23.06.1950 | 11.08.1950 | Luitenant ter zee der 2e klasse H J Brakema       | notamment: BK (1944)              |
| 11.08.1950 | 16.11.1951 | Luitenant ter zee der 1e klasse I H R Reitsma     |                                   |
| 16.11.1951 | 17.01.1952 | Luitenant ter zee der 2e klasse H J Brakema       |                                   |
| 18.01.1952 | 29.01.1952 | Luitenant ter zee der 1e klasse J Fennema         | notamment: KV                     |
| 04.04.1952 | 16.04.1952 | Luitenant ter zee der 1e klasse S van Ravensteijn | notamment: BK2 (1944, 1945)       |
| 16.04.1952 | 14.02.1953 | Luitenant ter zee der 1e klasse A S de Vries      |                                   |
| 18.12.1953 | 22.02.1954 | Luitenant ter zee der 1e klasse P S Niemeyer      |                                   |

## Récompenses
Le Lion de bronze  a été décernée à plusieurs membres d'équipage du O 24:
- O de Booy (1941)
- W J de Vries (1940, 1948)

La Croix de Bronze  a été décernée à plusieurs membres d'équipage du O 24:
- Après l'évasion de Rotterdam, beaucoup ont reçu une autre Croix de Bronze en 1944:
  - 21 récipiendaires
- Après des actions en mer Méditerranée::
  - 19 récipiendaires dont 1 britannique
- Après des actions en Asie:
  - 6 récipiendaires
- Après des actions en mer Méditerranée et en Asie:
  - 13 récipiendaires dont 1 britannique

## Palmarès
Le O 24 a détruit sept navires ennemis : quatre navires italiens et trois japonais, dont un cargo armé, le Chosa Maru[3]. Il est ainsi devenu le deuxième sous-marin le plus performant de la marine néerlandaise après le O 21 avec dix navires détruits.
Navires coulés par le O 24
| Date             | Nom du navire      | Nationalité      | Type                     | Tonnage | Coordonnées          |
| ---------------- | ------------------ | ---------------- | ------------------------ | ------- | -------------------- |
| 12 juin 1941     | Fianona            | Royaume d'Italie | pétrolier                | 6 600   | 43° 08′ N, 10° 30′ E |
| 12 juin 1941     | V 121 Carloforte   | Royaume d'Italie | patrouilleur auxiliaire  | 143     | 43° 45′ N, 9° 20′ E  |
| 6 août 1941      | Bombardiere        | Royaume d'Italie | cargo                    | 613     | 41° 47′ N, 12° 06′ E |
| 7 août 1941      | Margherita Madre   | Royaume d'Italie | goélette                 | 296     | 41° 23′ N, 12° 28′ E |
| 6 septembre 1941 | V 63 Carla         | Royaume d'Italie | patrouilleur auxiliaire  | 347     | 43° 45′ N, 9° 21′ E  |
| 9 septembre 1941 | Italo Balbo        | Royaume d'Italie | cargo                    | 5 114   | 42° 47′ N, 9° 57′ E  |
| 21 février 1943  | Bandai Maru        | Japon            | caboteur                 | 165     | 7° 52′ N, 98° 16′ E  |
| 20 août 1943     | Chosa Maru         | Japon            | canonnière auxiliaire    | 2 538   | 5° 09′ N, 100° 10′ E |
| 14 avril 1945    | Goenoeng Talang II | Japon            | navire de charge à voile | 40      | 2° 20′ S, 100° 49′ E |